# Luis Aurelio López
Luis Aurelio López Fernández, más conocido como "La Buba" López, (San Pedro Sula, Cortés, Honduras, 13 de septiembre de 1993) es un futbolista hondureño, juega como portero y su actual club es el Real España de la Liga Nacional de Honduras.

## Trayectoria

### Real España
Luis López Fernández se inició en Platense Júnior donde hizo todas las formativas. En el año 2012 llegó al Real Club Deportivo España donde durante los primeros torneos no tuvo participación, ya que era el cuarto portero después de Kevin Hernández, Elmer Canales y Rafael Zúniga. Sin embargo, dos años más tarde se apoderaría de la titularidad en el marco del Real Club Deportivo España.
En las reservas del Real Club Deportivo España fue entrenado por Daniel Uberti durante un año y por Gustavo Gallegos durante un semestre. Al inicio era convocado en algunas ocasiones por el primer plantel del equipo, pero siempre formando parte de las reservas. Fue hasta mediados del año 2013 cuando el técnico costarricense Hernán Medford lo observó y decidió llevarlo al primer plantel. A partir de entonces cuando Luis López destacó en el arco del Real España e incluso le quitó la titularidad al experimentado Kevin Hernández.
Su debut para el Real Club Deportivo España se dio el 1 de septiembre de 2013 en un Clásico Sampedrano ante el Club Deportivo Marathón, por la Fecha 5 del Torneo Apertura 2013 (Honduras); el partido finalizó con un marcador 1-1. Asimismo, López, recibió en ese partido su primer gol como portero de Real España, cuando el uruguayo Jonathan Techera le anotó el 1-0 parcial. Desde ese entonces, Luis López se ha ido consolidando en el marco aurinegro volviéndose el arquero titular. En ese año se coronó campeón con el Real España en el Torneo Apertura 2013 (Honduras), además fue condecorado como el «Mejor Portero del Torneo». Su talento como portero lo ha llevado a ser comparado con Milton "Chocolate" Flores, exportero del Real Club Deportivo España y de la selección de fútbol de Honduras durante la década de 1990 y 2000.

## Selección nacional
A nivel internacional, Luis López ha participado con la selección de fútbol de Honduras en categoría sub-21 y categoría mayor. En el mes de marzo de 2013 fue convocado para participar en el Juegos Deportivos Centroamericanos 2013 en donde la selección de fútbol de Honduras Sub-21 se adjudicó el título de campeón. En este torneo compartió con figuras cómo: Júnior Lacayo y Bryan Rochez. En una encuesta realizada en febrero de 2014 por Diario Diez, Luis López Fernández fue elegido por aficionados hondureños como el portero ideal para ocupar el tercer puesto en la convocatoria de la selección de fútbol de Honduras para la Copa Mundial de Fútbol de 2014.
El 26 de febrero de 2014 es convocado por Luis Fernando Suárez (como preparación para la Copa Mundial de Fútbol de 2014) para el partido amistoso del 5 de marzo contra la selección de Venezuela en San Pedro Sula. El 5 de mayo de 2014 se anunció que López había sido convocado entre los 23 jugadores que disputarán la Copa Mundial de Fútbol de 2014 en Brasil con Honduras.
Luis López ha sido el tercer portero por su país detrás de Noel Valladares y Donis Escober.
El 25 de julio de 2016 se anunció su convocatoria a la selección Olímpica de Honduras para disputar los Juegos Olímpicos de Río 2016.

### Participaciones en Juegos Olímpicos
| Juegos Olímpicos             | Sede   | Resultado    | PJ | Goles |
| ---------------------------- | ------ | ------------ | -- | ----- |
| Juegos Olímpicos de Río 2016 | Brasil | Cuarto lugar | 6  | 0     |

### Participaciones en Copas del Mundo
| Mundial                        | Sede   | Resultado    |
| ------------------------------ | ------ | ------------ |
| Copa Mundial de Fútbol de 2014 | Brasil | Primera fase |

### Participaciones en Copa de Oro
| Copa de Oro      | Sede                    | Resultado      |
| ---------------- | ----------------------- | -------------- |
| Copa de Oro 2015 | Estados Unidos · Canadá | Fase de Grupos |

## Estadísticas

### Clubes
| Real España Honduras                                                |                     |                     |      |      |   |   |    |     |      |      |
| 2013-14                                                             | 1.ª                 | 34                  | -39  | -    | - | - | -  | 34  | -39  |      |
| 2014-15                                                             | 1.ª                 | 28                  | -40  | -    | - | 2 | -5 | 30  | -45  |      |
| 2015-16                                                             | 1.ª                 | 23                  | -35  | -    | - | - | -  | 23  | -35  |      |
| 2016-17                                                             | 1.ª                 | 32                  | -41  | -    | - | - | -  | 32  | -41  |      |
| 2017-18                                                             | 1.ª                 | 7                   | -7   | -    | - | - | -  | 7   | -7   |      |
| Total                                                               | Total               | 124                 | -162 | 0    | 0 | 2 | -5 | 126 | -167 |      |
| Los Ángeles F.C. Estados Unidos                                     |                     |                     |      |      |   |   |    |     |      |      |
| 2018                                                                | 1.ª                 | 1                   | -2   | -    | - | - | -  | 1   | -2   |      |
| Total                                                               | Total               | 1                   | -2   | 0    | 0 | 0 | 0  | 1   | -2   |      |
| Orange County S.C. Estados Unidos                                   |                     |                     |      |      |   |   |    |     |      |      |
| 2018                                                                | 2.ª                 | 5                   | -6   | -    | - | - | -  | 5   | -6   |      |
| Total                                                               | Total               | 5                   | -6   | 0    | 0 | 0 | 0  | 5   | -6   |      |
| Real España Honduras                                                |                     |                     |      |      |   |   |    |     |      |      |
| 2018-19                                                             | 1.ª                 | 17                  | -19  | -    | - | - | -  | 34  | -39  |      |
| 2019-20                                                             | 1.ª                 | 29                  | -37  | -    | - | - | -  | 30  | -45  |      |
| 2020-21                                                             | 1.ª                 | 25                  | -28  | -    | - | - | -  | 23  | -35  |      |
| 2021-22                                                             | 1.ª                 | 10                  | -10  | -    | - | - | -  | 10  | -10  |      |
| Total                                                               | Total               | 80                  | -94  | 0    | 0 | 0 | 0  | 80  | -94  |      |
| Total en su carrera                                                 | Total en su carrera | Total en su carrera | 210  | -264 | 0 | 0 | 2  | -5  | 213  | -269 |
| (1)No incluye Copa de Honduras. (2)Incluye Concacaf Liga Campeones. |                     |                     |      |      |   |   |    |     |      |      |

## Palmarés

### Campeonatos nacionales
| Título                    | Club        | País     | Año  |
| ------------------------- | ----------- | -------- | ---- |
| Liga Nacional de Honduras | Real España | Honduras | 2013 |

### Campeonatos internacionales
| Título                                            | Club                                   | País       | Año  |
| ------------------------------------------------- | -------------------------------------- | ---------- | ---- |
| Medalla de Oro Juegos Deportivos Centroamericanos | Selección de fútbol de Honduras Sub-21 | Costa Rica | 2013 |
| Copa Centroamericana                              | Selección de Honduras                  | Panamá     | 2017 |

(*) Incluyendo la Selección

### Distinciones individuales
| Distinción                                                    | Año           |
| ------------------------------------------------------------- | ------------- |
| Mejor arquero de la Liga Nacional de Honduras                 | Apertura 2013 |
| Jugador revelación del Torneo Apertura (Junto a Bryan Rochez) | 2013          |
| Mejor arquero de La Liga de Naciones de Concacaf              | 2021          |